# 圣西尔韦斯特雷德古斯曼
圣西尔韦斯特雷德古斯曼，是西班牙安达卢西亚自治区韦尔瓦省的一个市镇。总面积49平方公里，总人口638人（2001年），人口密度13人/平方公里。